# Ispettore Bloch
L'ispettore Bloch (il cui nome completo, svelato nel 2014 sul numero 340, è Sherlock Holmes Bloch) è uno dei comprimari principali del fumetto horror Dylan Dog, edito dalla Sergio Bonelli Editore ed ideato da Tiziano Sclavi. Svolge il ruolo di ispettore capo a Scotland Yard fino al numero 338 della serie, nel quale va in pensione per ritirarsi a vivere nel paesino di campagna di Wickedford, alle porte di Londra.

## Aspetti salienti
Vedovo da molti anni, perde anche il suo unico figlio Virgil (ucciso mentre tentava di rapinare una gioielleria) negli anni in cui Dylan era alcolizzato cronico e stava pensando di diventare l'indagatore dell'incubo. L'episodio, narrato nel numero 200 della serie regolare, apparentemente contraddice i fatti dell'albo 191. In quest'albo (Sciarada), Bloch si rivolge infatti al collega Rascal Herbst indicando Dylan quale "figlio che non ho mai avuto". Oltretutto il soggetto e la sceneggiatura delle due storie in questione portano la firma della stessa autrice, ovvero Paola Barbato. Tuttavia nel numero 200 viene chiaramente evidenziato come, neanche troppo inconsciamente, Bloch non avesse una grande considerazione di suo figlio Virgil, considerandolo fragile ed indifeso, mentre viceversa ammirasse Dylan elogiandone proprio davanti a Virgil le sue doti da agente di polizia. Quindi con l'espressione "figlio che non ho mai avuto" Bloch poteva benissimo riferirsi al rimpianto di non aver visto in suo figlio le doti che avrebbe poi trovato nel suo miglior agente.
Superiore di Dylan quando lavorava a Scotland Yard e suo "padre" spirituale, spesso lo chiama "Old Boy", soprannome che Dylan odia. Al personaggio sono legati diversi tormentoni della storia: la paura di perdere la pensione ogni qualvolta gli si presenti un caso di difficile risoluzione, la sua dipendenza dagli antiemetici alla vista dei cadaveri, i guai causatigli da Dylan e le sue battute di stile tipicamente inglese legate a ciò che non fa più («non rido più dal '46»). È anche piuttosto "allergico" alle continue freddure di Groucho, anche se sono state proprio queste ultime a salvargli la vita facendolo uscire dal coma in cui era caduto nel numero 67 L'uomo che visse due volte.
Incapace di dire di no anche alle richieste più improbabili di Dylan, le soddisfaceva sfidando sempre le ire di un soprintendente che, pur non palesandosi mai, risultava decisamente ostile. Talvolta era Bloch stesso a sollecitare esplicitamente le "indagini" dell'amico nei casi più bizzarri che coinvolgono il suo ufficio. Il suo più stretto collaboratore era un personaggio decisamente poco sveglio di nome Jenkins, comico involontario in grado di fraintendere praticamente ogni cosa gli venisse detta e che l'ispettore rispediva puntualmente a dirigere il traffico.
Nel numero 338 della serie, dal titolo Mai più, ispettore Bloch, viene narrato il fatidico momento in cui l'ispettore va in pensione. Ad annunciarglielo è il soprintendente, del quale viene mostrato finalmente il volto. Nel numero successivo Dylan conosce il suo successore a Scotland Yard, l'ispettore capo Tyron Carpenter, nonché l'assistente di questi, la sergente Rania Rakim. Nel numero 340, infine, Dylan va a trovare il suo amico nella sua nuova residenza di Wickedford. Nonostante la sua lontananza, però, Bloch tornerà spesso come alleato dell'Old Boy.
Nel numero 346 ...e cenere tornerai si scopre che lui e Groucho stanno collaborando con qualcuno alle spalle di Dylan. Quel qualcuno si rivelerà essere, nel numero 361, John Ghost anche se le dinamiche della loro alleanza restano sconosciute.

### Dopo la Meteora
Nella nuova continuity dopo gli eventi del ciclo della meteora, Bloch è il Sovrintendente di Scotland Yard, ancora protettivo ma in evidente disapprovazione delle scelte di vita di Dylan Dog, di cui è il padre adottivo. Al contrario del precedente Sovrintentende, sembra nutrire un profondo rapporto di fiducia verso l'Ispettore Carpenter e Rania Rakim.

### Ritorno allo status quo iniziale
Con la trilogia dei numeri 435-436-437, creata per riportare il personaggio agli avvenimenti precedenti al rilancio del 2013, Rania e Carpenter vengono uccisi e Bloch torna ispettore. Dylan Dog per uno sfasamento spazio temporale non ricorderà nulla di questi avvenimenti come non li avesse mai vissuti .

## Caratteristiche
- Il suo nome di battesimo è stato rivelato nel numero 340 della serie, uscito il 27 dicembre 2014, dal titolo Benvenuti a Wickedford. Nel medesimo episodio dichiara di firmarsi Sherlock H. Bloch, «così suona meno buffo, spero».
- Il suo aspetto è ispirato all'attore inglese Robert Morley (1908-1992), mentre il suo cognome è stato probabilmente ripreso da quello dello scrittore Robert Bloch, autore, tra gli altri, del libro Psyco. I suoi nomi (Sherlock e Holmes) sono invece chiari riferimenti al protagonista della serie di romanzi di Conan Doyle, "Sherlock Holmes" e gli sono stati attribuiti molto successivamente, nel periodo di "rilancio" della serie.